# MARCH1
MARCH1 (англ. Membrane associated ring-CH-type finger 1) – білок, який кодується однойменним геном, розташованим у людей на 4-й хромосомі. Довжина поліпептидного ланцюга білка становить 289 амінокислот, а молекулярна маса — 32 308.
| 10         |  | 20         |  | 30         |  | 40         |  | 50         |
| ---------- |  | ---------- |  | ---------- |  | ---------- |  | ---------- |
| MLGWCEAIAR |  | NPHRIPNNTR |  | TPEISGDLAD |  | ASQTSTLNEK |  | SPGRSASRSS |
| NISKASSPTT |  | GTAPRSQSRL |  | SVCPSTQDIC |  | RICHCEGDEE |  | SPLITPCRCT |
| GTLRFVHQSC |  | LHQWIKSSDT |  | RCCELCKYDF |  | IMETKLKPLR |  | KWEKLQMTTS |
| ERRKIFCSVT |  | FHVIAITCVV |  | WSLYVLIDRT |  | AEEIKQGNDN |  | GVLEWPFWTK |
| LVVVAIGFTG |  | GLVFMYVQCK |  | VYVQLWRRLK |  | AYNRVIFVQN |  | CPDTAKKLEK |
| NFSCNVNTDI |  | KDAVVVPVPQ |  | TGANSLPSAE |  | GGPPEVVSV  |  |            |

A: Аланін

C: Цистеїн

D: Аспарагінова кислота

E: Глутамінова кислота

F: Фенілаланін

G: Гліцин

H: Гістидин

I: Ізолейцин

K: Лізин

L: Лейцин

M: Метіонін

N: Аспарагін

P: Пролін

Q: Глутамін

R: Аргінін

S: Серин

T: Треонін

V: Валін

W: Триптофан

Кодований геном білок за функцією належить до трансфераз. 
Задіяний у таких біологічних процесах, як імунітет, убіквітинування білків, альтернативний сплайсинг. 
Білок має сайт для зв'язування з іонами металів, іоном цинку. 
Локалізований у клітинній мембрані, мембрані, цитоплазматичних везикулах, лізосомі, апараті гольджі, ендосомах.